# Creobroter gemmatus
La mantide fiore asiatica (Creobroter gemmatus Saussure, 1869 ) è una mantide appartenente alla famiglia Hymenopodidae.

## Descrizione

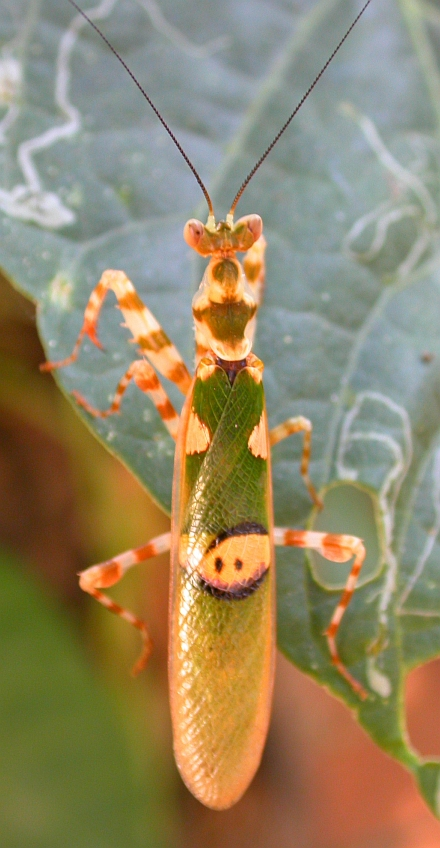

Lunga 4-5 cm nelle femmine e 3-4 cm nei maschi, C. gemmatus ha una livrea verde-beige, ornata da un cerchio più chiaro sulle tegmine.

## Biologia
I maschi riescono a volare, anche se si tratta di un evento raro.
Entrambi i sessi raggiungono l'età adulta in sei mesi dopo la nascita. Gli adulti maschi toccano i sei mesi di vita in età adulta, mentre le femmine raggiungono i dieci mesi